# Mesoleptus bizonulis
Mesoleptus bizonulis là một loài tò vò trong họ Ichneumonidae.